# 키노 (잡지)
키노(KINO)는 1995년 5월 창간되어 2003년 7월에 폐간된 대한민국의 월간 영화 평론잡지이다. 개봉영화에 대한 정보제공보다는 영화평론지를 편집방향으로 하여, 영화전공자와 매니아층의 지지를 받았으나 독자층이 적어 재정악화로 폐간되었다.
영국의 사이트 앤 사운드(Sight & Sound)지와 프랑스의 포지티브(Positif)지와 기사제휴를 하였다. 최초 발행시 편집장은 정성일이다.

## 엔키노
1999년 엔키노(www.nkino.com)라는 이름으로 웹사이트 사업을 시작했다. 2003년 잡지 키노가 폐간하면서 2004년 CJ엔터테인먼트에 합병되어 CJ엔키노로 운영되었으나, 2006년부터 사실상 운영이 중단되고 2007년 CJ엔키노의 청산으로 사이트는 폐쇄되었다.

## 같이 보기
- 사이트 앤 사운드